# Бакталорантхазаский район
Бакталорантхазский район (венг. Baktalórántházai kistérség) — район медье Сабольч-Сатмар-Берег, Венгрия. Административный центр — Бакталорантхаза. В состав района входит 19 населённых пунктов:
- Ападь
- Бакталорантхаза
- Беркес
- Бешеньёд
- Лашкод
- Левелек
- Мадь
- Ньирмада
- Ньирташш
- Ньиртет
- Офехерто
- Петнехаза
- Пустадобош
- Рамочахаза
- Роход